# Middle Caicos
Middle Caicos (Caicos Środkowy), zwane inaczej Grand Caicos (Wielki Caicos) – największa wyspa tworząca Turks i Caicos. Od North Caicos na zachodzie oddziela ją Juniper Hole, zaś od East Caicos na wschodzie Lorimer Creek, będące wąskimi przesmykami, przez które mogą przepłynąć jedynie małe łodzie. Middle Caicos jest znana z rozbudowanego systemu jaskiń i ważnych stanowisk archeologicznych badających kulturę Indian Lucayan. Wyspa jest połączona z North Caicos poprzez groblę.

## Dane fizycznogeograficzne
Wyspa ma powierzchnię 144,2 km² w obrębie znaku wysokiej wody (high water mark), zaś w obrębie linii brzegowej powierzchnia wynosi 294,1 km², jednakże różnica pomiędzy obiema wartościami nie jest wliczana do powierzchni lądowej.
Godnymi uwagi naturalnymi krajobrazami są: Mudjin Harbour (Przystań Mudjin), znajdująca się na północnym skraju wyspy, oraz grupa jaskiń Conch Bar. We wschodniej części wyspy znajdują się ruiny Haulover Plantation (Plantacji Haulover). Na Middle Caicos znajduje się co najmniej 38 stanowisk archeologicznych Indian Lucayan. Ostatnie wykopaliska pokazały, że Middle Caicos było najprawdopodobniej głównym obszarem osadnictwa ludu Lucayan w regionie podzwrotnikowym. Jego ślady są datowane na 750 r. n.e., a archeolodzy sądzą, że na wyspie mogło żyć wtedy nawet do 4000 Indian.

## Ludność
Stała populacja na wyspie to nieco poniżej 200 osób, głównie w podeszłym wieku. Kilkadziesiąt osób zamieszkuje wyspę przez pewien czas w roku.

## Osadnictwo na Middle Caicos

### Lorimers
Jest to wioska położona w głębi lądu nad wlotem laguny, w północno-wschodniej części wyspy. Jest ona najmniejsza spośród trzech wiosek na Middle Caicos, a jej populacja wynosi zaledwie 36 osób.

### Bambarra
Znajduje się we wschodniej części regionu Conch Bar, około kilometr w głąb lądu. Jest ona drugą pod względem wielkości wioską na Middle Caicos. Warto zauważyć, że jest to jedyna miejscowość na Turks i Caicos, której nazwa ma korzenie afrykańskie. Istnieje hipoteza, że pierwszymi jej osadnikami byli afrykańscy niewolnicy, rozbitkowie z hiszpańskiego statku niewolniczego Trouvadore, który zatonął u wybrzeży East Caicos w 1841.

### Conch Bar
Największa z trzech wiosek na Middle Caicos; w Conch Bar znajduje się lotnisko, szkoła podstawowa i siedziby lokalnych władz. W pobliżu wioski znajduje się Park Narodowy Jaskiń Conch Bar, gdzie występuje największy system nadwodnych jaskiń na Bahamach. W latach 80. XIX wieku, w zbudowanych z wapienia jaskiniach krasowych wydobywano guano. Według przekazów, podczas wydobywania tego materiału odkopano wiele pozostałości po Indianach Lucayan, jak również znaleziono liczne szkielety zwierzęce, jednakże nie zostały one zachowane.